# 한경원
한경원(韓景源, ? ~ ?)은 대한제국 말기에 일진회와 자위단원호회 회원으로 활동했던 인물이다.

## 생애
러일 전쟁 때 이용구가 일본군을 돕기 위해 조직한 북진수송대에 통역으로 참여하면서 친일 행적이 시작되었다. 한경원은 이용구를 수행한 공로를 인정받아 1908년 일본 정부로부터 훈8등 서보장을 수여받았다.
1906년부터 일진회의 평의원과 교섭위원을 맡아, 1910년 일진회 해체 시점까지 평의원으로서 일진회의 한일 병합 조약 체결을 위한 합방청원운동에 참여했다. 1907년에는 일진회가 조직한 자위단원호회 순회총부의 통역으로서, 순회총부장 이용구의 지방 순회를 수행하여 경기도와 강원도 일대에 출장했다.
1908년 의병 활동을 정찰하는 일본군의 밀정으로 활동하면서 조선주차군사령부에서 115엔의 돈을 받은 사실도 있다. 이 금액은 경기도 일대에서 여러 일진회 회원들이 밀정 활동을 한 데 대한 보수의 합계이다. 한경원은 조선주차군사령부에 간첩으로 활동할 사람들을 소개했고, 대표로 보수를 수령해 다른 밀정들에게 나누어 주었다. 일진회가 해산될 때 일본 정부가 준 해산금 300원을 받았고, 1934년 흑룡회가 세운 일한합방기념탑 석실에도 한일 병합 공로자로서 이름이 기록되었다.
현재 청주 한씨 문정공파下  판관공파 후손으로 족보에 불법 수단 되어있다.

## 사후
- 2006년 친일반민족행위진상규명위원회가 조사 발표한 친일반민족행위 106인 명단과 2008년 발표된 민족문제연구소의 친일인명사전 수록예정자 명단 친일단체 부문에 포함되었다.

## 같이 보기
- 북진수송대
- 일진회
- 자위단원호회

## 참고자료
- 친일반민족행위진상규명위원회 (2006년 12월). 〈한경원〉 (PDF). 《2006년도 조사보고서 II - 친일반민족행위결정이유서》. 서울. 794~802쪽쪽. 발간등록번호 11-1560010-0000002-10. 2007년 10월 8일에 원본 문서 (PDF)에서 보존된 문서. 2007년 8월 30일에 확인함.